# Берта на прізвисько Товарний вагон
«Берта на прізвисько Товарний вагон» (англ. Boxcar Bertha) — американська кримінальна драма 1972 року.

## Сюжет
Берта Томпсон на прізвисько Товарний вагон — бідна дівчина з півдня, що втратила батька. Підчас Великої депресії вона починає грабувати вантажні потяги. Через кілька років вона зустрічає Великого Біла Шеллі, та вони стають коханцями. Разом з Рейком Брауном та Фон Мортоном вони випадково грабують потяг та банк. В результаті за ними женеться залізничний бос Букрам Сарторіс. На групу полює залізнична компанія. Рейк отримує кулю, а Біла разом з Фоном закували в кайдани. Берта збігає, але вимушена зайнятись проституцією. Випадково вона зустрічає Фона в таверні та дізнається, що Біл втік та ховається. Фон проводить її до схованки, де Берта зустрічає Біла. Але туди приходить посіпаки Сарторісу та вбивають Біла. Зʼявляється Фон, вбиває посіпак та звільнює Берту, після чого вони разом збігають.

## У ролях
- Барбара Герші — Берта на прізвисько Товарний вагон
- Девід Керрадайн — Big Bill Shelly
- Джон Керрадайн — Сарторіс